# Тахіру Конгаку
тахіру Конгаку (1913–1994) — бенінський політичний діяч 1960-их років. Займав пост спікера Національної асамблеї з 1964 до 1965 року, виконував обов'язки президента Дагомеї з 29 листопада до 22 грудня 1965 року. Також виконував обов'язки міністра закордонних справ у 1965 році.

## Рання політична кар'єра
Конгаку народився у родині денді 1913 року і був нащадком королівського дому Джугу. В колоніальній Дагомеї Конгаку займав пост субпрефекта міста Ніккі. Після закінчення Другої світової війни був депутатом Генеральної ради колоніальної Дагомеї. Також мав місце у Територіальних зборах Дагомеї з 1952 до 1957 року. Коли Кутуку Юбера Магу було усунуто від влади 1963 року, Конгаку було обрано на пост голови Національної асамблеї, а також заступника генерального секретаря Демократичної партії Дагомеї, нової національної партії..

## Президент Дагомеї
29 листопада 1965 року генерал Крістоф Согло усунув від влади Жустіна Агомадегбе-Тометіна, після чого тимчасово передав правління Конгаку на підставі статей 17 та 35 дагомейської конституції. Відповідно до статті 7 конституції новий уряд мав призначити вибори на 18 січня 1966 року. Коли ж новий президент цього не зробив, Согло усунув і його від влади 22 грудня.

## Подальша діяльність
За часів президентства Еміля Зінсу Конгаку очолював Соціально-економічну раду, засновану в жовтні 1968 року. Конгаку помер 1994 року.